# Cochlostoma parnonis
Cochlostoma parnonis – gatunek małego ślimaka lądowego z rodziny Cochlostomatidae, występujący endemicznie w rejonie Arkadii, tj. w południowo-wschodniej części półwyspu Peloponez w Grecji. Zamieszkuje skały wapienne oraz stare mury. Czasami można go spotkać także na większych przydrożnych kamieniach.
Muszla o wymiarach 7,5–8,5 × 4–4,5 mm i jasnobrązowym ubarwieniu o niebieskawym odcieniu, z 3 spiralnymi rzędami ciemnobrązowych punktów. Jest bardzo drobno żebrowana (80 żeberek na ostatnim zwoju). Kolorystyką przypomina C. achaicum, choć jest od niego mniejsza.